# Bestial Mockery
I Bestial Mockery sono una band black e thrash metal svedese formatasi ad Uddevalla nel 1995.

## Storia del gruppo
La formazione iniziale del gruppo vede Johan "Master Motorsåg" Sahlin alla voce, Micke "Doomanfanger" Petersson alla chitarra, Jocke "Christcrusher" al basso e Carl "Warslaughter" alla batteria. Il quartetto annuncia di aver formato la band allo scopo di "incanalare passioni perverse per del metal sanguinario e satanico". La defezione di Christcrusher, prima del demo del 1996 Battle, segna l'inizio di continui problemi per quanto riguarda la sezione basso. Anti-Fred-Rik fa da bassista per appena tre concerti mentre per le registrazioni del demo Possessed by Erection la band affida il ruolo a Fjant Sodomizer. All'inizio del 1998 ad essere al basso è Sir Torment ed il gruppo registra Chainsaw Demons Return. Tra il 1999 ed il 2000 vengono prodotti lo split Live for Violence, assieme ai Lust, e War: The Final Solution, un altro demo che viene venduto in musicassette e che è pubblicato, nel 2001, anche su CD. Nel dicembre 1999 anche Sir Torment lascia i Bestial Mockery ed è sostituito da Rob Devilpig. Altro split album che vede la luce nel 2000 è Nuclear Goat / Joyful Dying suonato con i Suicidal Winds. Il disco trova immediati problemi di distribuzione a causa della raffigurazione di Adolf Hitler nell'artwork di copertina. Dopo una compilation di loro vecchi demo e brani live (Chainsaw Execution), un EP (A Sign of Satanic Victory) e l'ingresso nella band del secondo chitarrista Ted Bundy, il gruppo nel 2002 pubblica Christcrushing Hammerchainsaw, il loro primo vero e proprio album.
Nell'ottobre di quello stesso anno partono per il Christcrushing Europe tour in giro per l'Europa con Grief of Emerald, Obtest, Skyforger e Sear Bliss. Il 1º dicembre 2003 esce il loro secondo album, Evoke the Desecrator per Osmose Productions.
Nei successivi tre anni i Bestial Mockery registrano tre split album e un ulteriore demo. Il 16 gennaio 2006 esce il loro terzo full-length Gospel of the Insane. Esiste anche un'edizione in vinile del disco, limitata a 500 copie, la quale contiene una bonus track: Sledgehammer Sacrifice.
La band sembra giungere alla propria fine quando, il 27 agosto 2006, emette un comunicato in cui apparentemente si annuncia la morte di Rob Devilpig. Il gruppo dichiara: "Dopo la partenza dall'Hell's Metal Festival in Germania, la crew dei Bestial si è recata allo Sweden Rock Festival, dove Bundy e Devilpig sono finiti in una rissa. A causa dell'elevato consumo di alcool di Devilpig egli è entrato in coma dopo la rissa e due giorni dopo è stato dichiarato morto ed i dottori hanno staccato la spina!".
Tuttavia, all'inizio di settembre, in un ulteriore messaggio si legge: "I Bestial Mockery sono tornati dall'oltretomba! Dopo lunghi riti notturni sotto il plenilunio dell'equinozio d'autunno con la guida degli Aghori dell'est, quegli abitanti di cimiteri e, nell'assoluta necromanzia della proibita magia nera, il cadavere intriso d'alcol di Devilpig sono stati resuscitati".
Nel 2007 il gruppo registra due compilation, tre split album e pubblica, il 20 agosto, il suo quarto disco full-length, Slaying the Life, per l'etichetta discografica Season of Mist. Nel 2008 la band produce altri due split, a maggio e ad ottobre, per poi sciogliersi definitivamente.

## Formazione

### Ultima formazione
- Johan "Master Motorsåg" Sahlin - voce
- Micke "Doomanfanger" Petersson - chitarra
- Aggressive Protector - chitarra
- Carl "Warslaughter" - batteria

### Ex componenti
- Ted Bundy - chitarra
- Jocke "Christcrusher" - basso
- Anti-Fred-Rik - basso
- Fjant Sodomizer - basso
- Sir Torment - basso
- Rob Devilpig - basso

## Discografia

### Album studio
- 2002 - Christcrushing Hammerchainsaw (Metal Blood Music)
- 2003 - Evoke the Desecrator (Osmose Productions)
- 2006 - Gospel of the Insane (Osmose Productions)
- 2007 - Slaying the Life (Season of Mist)

### Raccolte
- 2001 - Chainsaw Execution (Sombre)
- 2007 - The Unholy Trinity (Witchhammer Productions)
- 2007 - Chainsaw Destruction (12 Years on the Bottom of a Bottle) (Terranis Productions)

### Split album
- 1999 - Live for Violence
- 2000 - Nuclear Goat / Joyful Dying
- 2004 - Tribute to I-17
- 2004 - Outbreak of Evil
- 2005 - Eve of the Bestial Massacre
- 2007 - Bestial Satanic Sacrifice
- 2007 - Poison of the Underground
- 2007 - Metal of Death
- 2008 - Hail Occult Masters
- 2008 - Deep Grave Dungeons

### Demo ed EP
- 1996 - Battle Promo
- 1997 - Christcrushing Hammerchainsaw
- 1998 - Chainsaw Demons Return
- 2000 - War: The Final Solution
- 2002 - A Sign of Satanic Victory (EP)
- 2006 - Sepulchral Wrath